# Josep Maria Benet i Jornet
Josep Maria Benet i Jornet (Barcelona, 20 de junio de 1940-Lérida, 6 de abril de 2020),  fue un dramaturgo y guionista de televisión español. 

## Biografía
Su abuelo Josep Benet era un campesino humilde de Borjas Blancas. Su otro abuelo, Francisco Jornet, médico en Hospitalet de Llobregat, ocupó cargos en un partido de derechas y fue asesinado a manos de republicanos a comienzos de la guerra civil en 1936. Su padre, Pere, abandonó su tierra y se convirtió en contable y se casó con Concepción. Alquilaron un piso minúsculo en Barcelona, en la Ronda de San Antonio donde nació Josep Maria y su hermana Núria. Estudió primero en el colegio de los paúles y después en el colegio escolapio de San Antonio. Su vocación surgió a partir de la lectura de tebeos que con dibujos y diálogos construía su texto propio. Estudió Filosofía y Letras en la Universidad de Barcelona. Se formó tanto a través de las lecturas populares y en el mundo de los seriales radiofónicos como en la universidad de los años sesenta y en EADAG.
Participó en la lucha antifranquista aunque no se afilió a ningún partido político. Con Joaquim Molas, a través de Joan-Lluís Marfany, en clases clandestinas, aprendió literatura catalana del XIX y del XX.  En 1962 se matriculó en la "Escola d'art dramàtic Adrià Gual" donde entró en contacto con Ricard Salvat, Maria Aurèlia Capmany, Josep Montanyès, Fabià Puigserver, Francesc Nel·lo y lo mejor del teatro de la época. En el año 1963 ganó el premio Josep M. de Sagarra de teatro con su primera obra.  Fue el inicio de su carrera de autor de literatura dramática.
Ingresado a consecuencia del Alzheimer en la residencia Llar Sant Josep de Lérida, falleció el 6 de abril de 2020 a los setenta y nueve años debido a la enfermedad COVID-19 causada por SARS-CoV-2.

## Trayectoria profesional
Tras una aproximación al teatro español, especialmente a Buero Vallejo y al teatro norteamericano de O'Neill y Miller, reflejados en Una vella coneguda olor (1963), proyecta la trilogía sobre el mito de Drudània donde afronta una reflexión sobre el país, el sistema y la sociedad occidental que culmina con Berenàveu a les fosques (1971), con ecos de Brecht. Pasará por una etapa de teatro imaginativo representado por La desaparició de Wendy (1973); producirá obras infantiles como Supertot (1973), Helena a l'illa del baró Zodíac (1975) o El somni de Bagdad (1977),  entre otros.
Su teatro es realista, se caracteriza por la reflexión sobre el individuo y la sociedad que le rodea, pero su obra fue evolucionando hacia temáticas más íntimas y existenciales. Dos autores catalanes Àngel Guimerà y Salvador Espriu, y un autor inglés Harold Pinter, influyeron mucho en sus novelas, aunque Benet nunca había pensado que Espriu le influiría. 
Tiene más de 40 obras publicadas y la singularidad de que es prácticamente el único de su generación que consiguió estrenar con regularidad. Se da a conocer con Una vella, coneguda olor (1964), obra que recibió el Premi Josep Maria de Sagarra en 1963. En 1970 publica conjuntamente Fantasia per a un auxiliar administratiu y Cançons perdudes. 
Su teatro realista sigue con Berenàveu a les fosques (1972) y Quan la ràdio parlava de Franco (1979), y con Revolta de bruixes (1977) adquiere un tono simbólico.  También ha cultivado el teatro infantil Supertot (1975), Helena a l'illa del baró Zodíac (1975) o El somni de Bagdad (1977), entre otras.  En 1989 estrena Ai, carai! en el Teatre Lliure, y Desig en 1991, en el Centre Dramàtic de la Generalitat. 
Recibió el Premio Nacional de Literatura en la modalidad de Literatura Dramática, en 1995 por E.R., estrenada en el Teatre Lliure (1994) y llevada al cine por Ventura Pons (1996).
En Testament describió la relación entre un culto profesor homosexual y un joven chapero. La obra fue adaptada al cine en 1998 con el título de Amigo/Amado, dirigida por Ventura Pons.
Sus últimas obras estrenadas han sido Olors, dirigida por Mario Gas (2000), Això, a un fill, no se li fa (2002), L'habitació del nen (Teatre Lliure, 2003) y Salamandra (2005). 
Su trayectoria fue reconocida con numerosos premios, entre los cuales el Premio Nacional de Teatro (1995), la Creu de Sant Jordi (1997), el premio de la Institució de les Lletres Catalanes de guiones audiovisuales (1998), el Premio Max de Honor (2010) y el Premi d'Honor de les Lletres Catalanes (2013).
Es particularmente conocida su vinculación a la televisión catalana (TV3), donde fue argumentista y guionista de numerosas series costumbristas o dramáticas. Poble Nou en 1993 estuvo entre sus primeros éxitos que han seguido hasta 2012 con Amar en tiempos revueltos.
En 2013 se le concedió el Premio de Honor de las Letras Catalanas.
En junio de 2015 su hija Carlota Benet da a conocer públicamente que el dramaturgo se enfrenta a la enfermedad de Alzheimer fecha en la que el Teatro Nacional de Cataluña organiza un homenaje al dramaturgo con motivo de sus 75 años.
En 2017 Carlota Benet publicó el ensayo "Papitu. El somriure sota el bigoti", Editorial Columna, sobre la memoria de su padre.

### Teatro
- Una vella, coneguda olor (1964)
- Cançons perdudes: Drudània (1970)
- Fantasia per a un auxiliar administratiu: obra en dues parts (1970)
- Marc i Jofre o els alquimistes de la fortuna  (1970)
- Berenàveu a les fosques (1972)
- La desaparició de Wendy i altres obres (1974)
- Revolta de bruixes  (1976)
- La nau (1977)
- Descripció d'un paisatge i altres textos (1979)
- Quan la ràdio parlava de Franco (1980). Con aportaciones de Terenci Moix
- Baralla entre olors: peça dramàtica en un acte (1981)
- Elisabet i Maria (1982)
- Dins la catedral (Josafat) (1985)
- El manuscrit d'Alí Bei (1988)
- Ai, carai! (1989)
- Desig (1991)
- Dos camerinos: apunts sobre la bellesa-3 (1990)
- A la clínica: apunts sobre la bellesa del temps - 1 (1993)
- Fugaç (1994)
- E. R.  (1994)
- Alopècia (1994)
- Testament (1996)
- Precisament avui / Confessió  (1996)
- El gos del tinent  (1997)
- Olors (2000)
- Això, a un fill, no se li fa  (2002)
- L'habitació del nen  (2003)
- Salamandra  (2005)

### Telenovelas
Como guionista, escribió las primeras telenovelas producidas por Televisió de Catalunya.
- Poblenou (1993-1994).
- La Rosa (1995-1996).
- Nissaga de poder (1996-1998).
- Laberint d'ombres (1998-2000).
- El cor de la ciutat (2000-2009).
- Ventdelplà (2005 - 2010)
- Zoo (2008).
- Amar en tiempos revueltos (2005 - 2012)
- Amar es para siempre (2013 - 2020) (Creador)

## Premios
- 1963 Premio Josep Maria de Sagarra
- 1972 Premi de Teatre Català Ciutat de Sabadell por la obra Berenàveu a les fosques.
- 1995 Premio Nacional de Literatura Dramática, por la obra E.R.[11]
- 1997 Creu de Sant Jordi
- 1998 Premio de la Institución de las Letras Catalanas de guiones audiovisuales
- 2010 Premio Max de Honor al mejor autor teatral en catalán
- 2013 Premio de Honor de las Letras Catalanas de Omnium Cultural.